# Boucardicus rakotoarisoni
Boucardicus rakotoarisoni là một loài ốc có nắp, là động vật thân mềm chân bụng sống trên cạn thuộc họ Cyclophoridae.
Đây là loài đặc hữu của Madagascar. Môi trường sống tự nhiên của chúng là rừng khô nhiệt đới hoặc cận nhiệt đới. Chúng hiện đang bị đe dọa vì mất nơi sống.